# 貝振國
貝振國 MLA（1957/1958年—），加拿大政治人物，卑詩新民主黨黨員，2004年-09年擔任卑詩省議會素里全景嶺選區議員，2009年-13年和2017年至今則任省議會素里菲列活選區議員，現為卑詩省礦務及關鍵礦產廳長。

## 背景
貝振國於印度旁遮普邦巴廷達縣出生，曾是印度國家男子籃球隊成員。他到加拿大緬尼吐巴大學進修，從該校獲取公共行政碩士學位，後遷居卑詩省素里，在當地非牟利機構從事職業和創業培訓工作，曾於素里自僱及企業家發展協會任職行政總監。
他與妻子居於素里，兩人育有兩名子女。

## 從政
卑詩自由黨素里全景嶺選區省議員高志華於2004年辭職以競選國會下議院議席，觸發該區補選。貝振國獲取該區的卑詩新民主黨候選人資格，在2004年10月補選中以53.59%得票率擊敗自由黨候選人蒲拉克，首度晉身省議會。他再於2005年省選中贏取53.17%得票連任省議員，在第38屆省議會中任職官方反對黨新民主黨的黨團副主席和公共安全及法務廳長評議員。
新民主黨計劃提名女性候選人在2009年省選中競逐素里全景選區議席，貝振國遂於該屆省選中改為出戰新成立的素里菲列活選區，並以1992票之差擊敗自由黨候選人連任省議員。他於2011年4月獲新民主黨黨魁狄德安任名為小型企業評議員。
貝振國於2012年初接受反貧窮組織挑戰，嘗試體驗省內低收入人士生活，以相當於省政府當時向單身人士每月發放的610加元福利金度過一個月，期間一度棲身於溫哥華市中心東端。同年他於古巴度假後，在大溫哥華旁遮普語電台節目中稱讚該國將近滅絕貧富懸殊，又指該國向國民提供優質免費教育和醫療服務，後受到自由黨省議員貝耐德批評。
他於2013年省選中以二百票之差僅敗於自由黨候選人法斯本德（Peter Fassbender）而告落選，後競逐卑詩新民主黨主席職務，但於同年11月新民主黨大會中敗予基廷（Craig Keating）。2017年省選貝振國捲土重來，於素里菲列活選區擊敗法斯本德重返省議會，後再於2020年省選連任。他於2021年11月獲新民主黨黨團一致推舉為黨團主席，接替卸任的狄議思。
他從2022年12月7日起在新任省長尹大衛內閣中出任貿易省務廳長，2024年省選連任後則改任礦務及關鍵礦產廳長。

## 外部連結
- （英文）卑詩省議會網站 貝振國議員簡介 （页面存档备份，存于）